# Koichi Kudo
Koichi Kudo (Prefectura d'Iwate, Japó, 4 de febrer de 1909 - 21 de setembre de 1971) és ser un futbolista i entrenador japonès. Va dirigir la selecció japonesa (1942).